# Achraf Hakimi
Achraf Hakimi Mouh (arabiska: أشرف حكيمي), född 4 november 1998 i Madrid, är en marockansk fotbollsspelare som spelar för Paris Saint-Germain i Ligue 1. Han representerar även Marockos fotbollslandslag.

## Karriär
Den 11 juli 2018 lånades Hakimi ut till Borussia Dortmund på ett tvåårigt låneavtal. Den 2 juli 2020 värvades Hakimi av Inter, där han skrev på ett femårskontrakt.
Den 6 juli 2021 värvades Hakimi av Paris Saint-Germain, där han skrev på ett femårskontrakt.